# Volcán de Fuego
Volcán de Fuego (hiszp. „wulkan ognia”) – wulkan w południowej Gwatemali w departamencie Sacatepéquez. Wysokość wulkanu wynosi 3763 m. Razem z sąsiednim wulkanem Acatenango (3976 m) tworzy kompleks wulkaniczny zwany La Horqueta. Kilkanaście kilometrów na wschód znajduje się wulkan de Agua.

## Aktywność
Volcán de Fuego to najbardziej aktywny wulkan w Ameryce Środkowej. Wybuch Fuego w 1773 roku spowodował trzęsienie ziemi, które zniszczyło miasto Antigua Guatemala (ok. 20 km na północny wschód od Fuego). Od 1524 roku zanotowano 59 erupcji (ostatnia w 1979 roku). Kolejny okres wzmożonej aktywności miał miejsce od kwietnia 2013 do lipca 2014 roku. 
Od drugiego lutego 2017 roku ponownie nastąpił okres wzmożonej aktywności. Zaobserwowano wybuchy z częstotliwością co 5-15 minut a pyły wulkaniczne wznosiły się na wysokość od 400 do 1100 metrów ponad krater i dotarły do miasta Antigua Guatemala. Gwałtowne wybuchy i towarzyszące im trzęsienia ziemi utrzymywały się do końca miesiąca z kulminacją w dniu 25 lutego 2017 roku, kiedy pióropusz pyłów uniósł się na wysokość około 4500 metrów i wypłynęły trzy strumienie lawy o długości 1600, 1300, 1200 metrów.  
Do ponownej erupcji wulkanu doszło 3 czerwca 2018 roku, od tamtego czasu wulkan pozostaje w stanie ciągłej aktywności.  

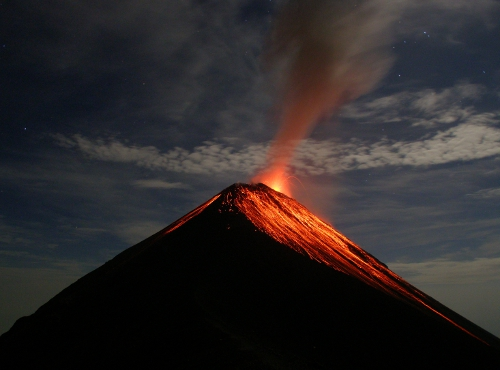
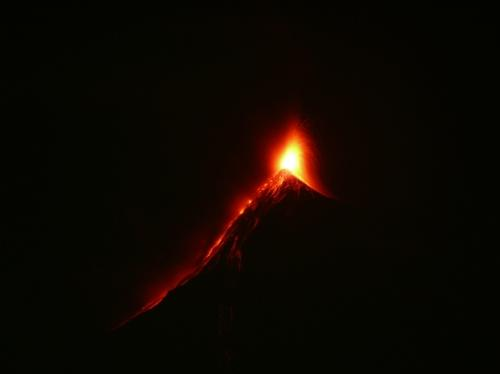
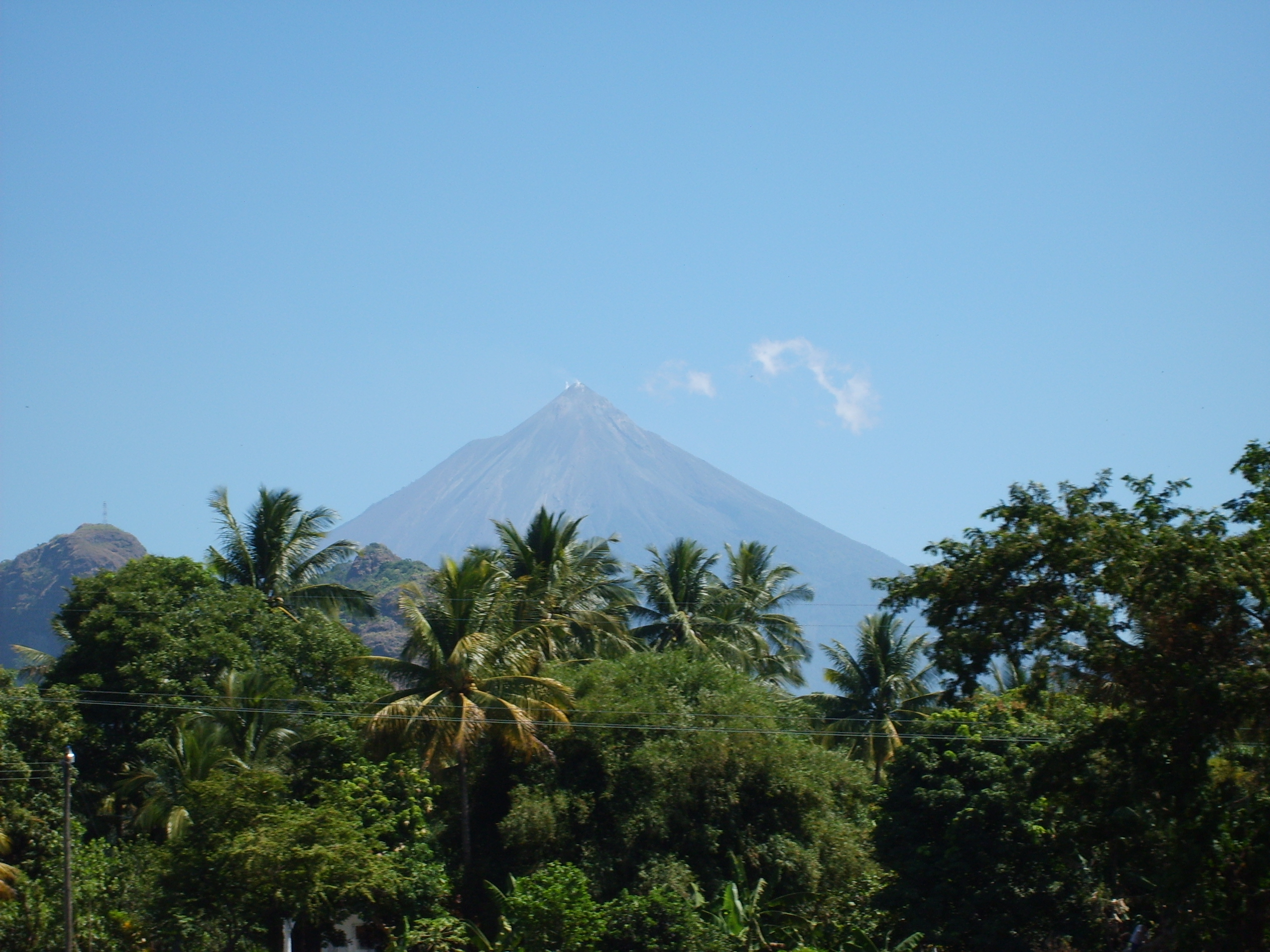
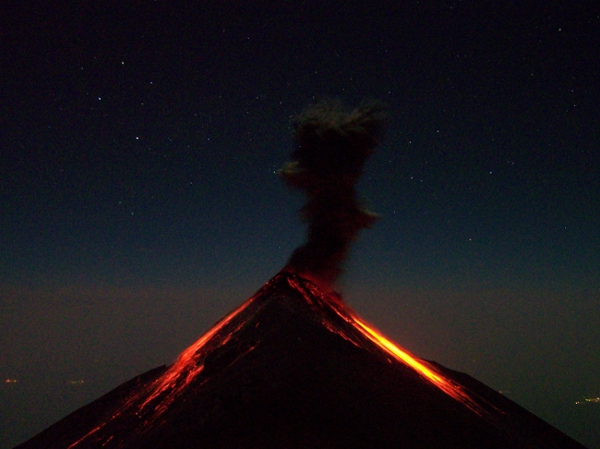